# سيزار دا كوستا أوليفيرا
سيزار دا كوستا أوليفيرا (هانغل: 세자르 다 코스타 올리베이라) هو لاعب كرة قدم كوري جنوبي وبرازيلي، ولد في 9 ديسمبر 1973. لعب مع تشونام دراغونز.

## وصلات خارجية
- سيزار دا كوستا أوليفيرا على موقع دوري كوريا الجنوبية (الإنجليزية)